# Шур Рете
Шур Рете (норв. Sjur Røthe) — норвезький лижник,  триразовий чемпіон світу, призер чемпіонатів світу. 
Перше звання чемпіона світу Рете здобув у складі норвезької естафетної команди на чемпіонаті світу 2013 року у Валь-ді-Ф'ємме. 
На тому ж чемпіонаті він був третім у скіатлоні. 
Вдруге чемпіоном світу Рете став на чемпіонаті 2019 року, що проходив в австрійському Зефельді, вигравши змагання зі скіатлону на дистанції 30 км, а втретє — в складі естафетної команди.

## Зовнішні посилання
- Досьє на сайті FIS

## Виноски
1. 1 2 3 4  Olympedia — 2006.
2. ↑  https://www.teamnor.no/profiler/langrenn/sjur-rothe/ — (untranslated).
3. ↑  Men's 30 kilometre pursuit results